# Hrubý vrch (Góry Starohorskie)
Hrubý vrch (1169 m) – szczyt w Starohorskich Wierchach na Słowacji. Znajduje się w ich głównym grzbiecie, między Baranią Głową (Barania hlava, 1206 m), a szczytem Krčahy (1129 m). Stoki północne opadają do dolinki o nazwie Môcovská dolina, północne do doliny Marková.
Szczyt porasta las, ale stoki są bezleśne, pokryte łąkami. Prowadzą nimi dwa szlaki turystyczne, obydwa omijają szczyt, trawersując jego stoki po północnej lub wschodniej stronie. Krzyżują się z sobą na rozdrożu Pri javore.

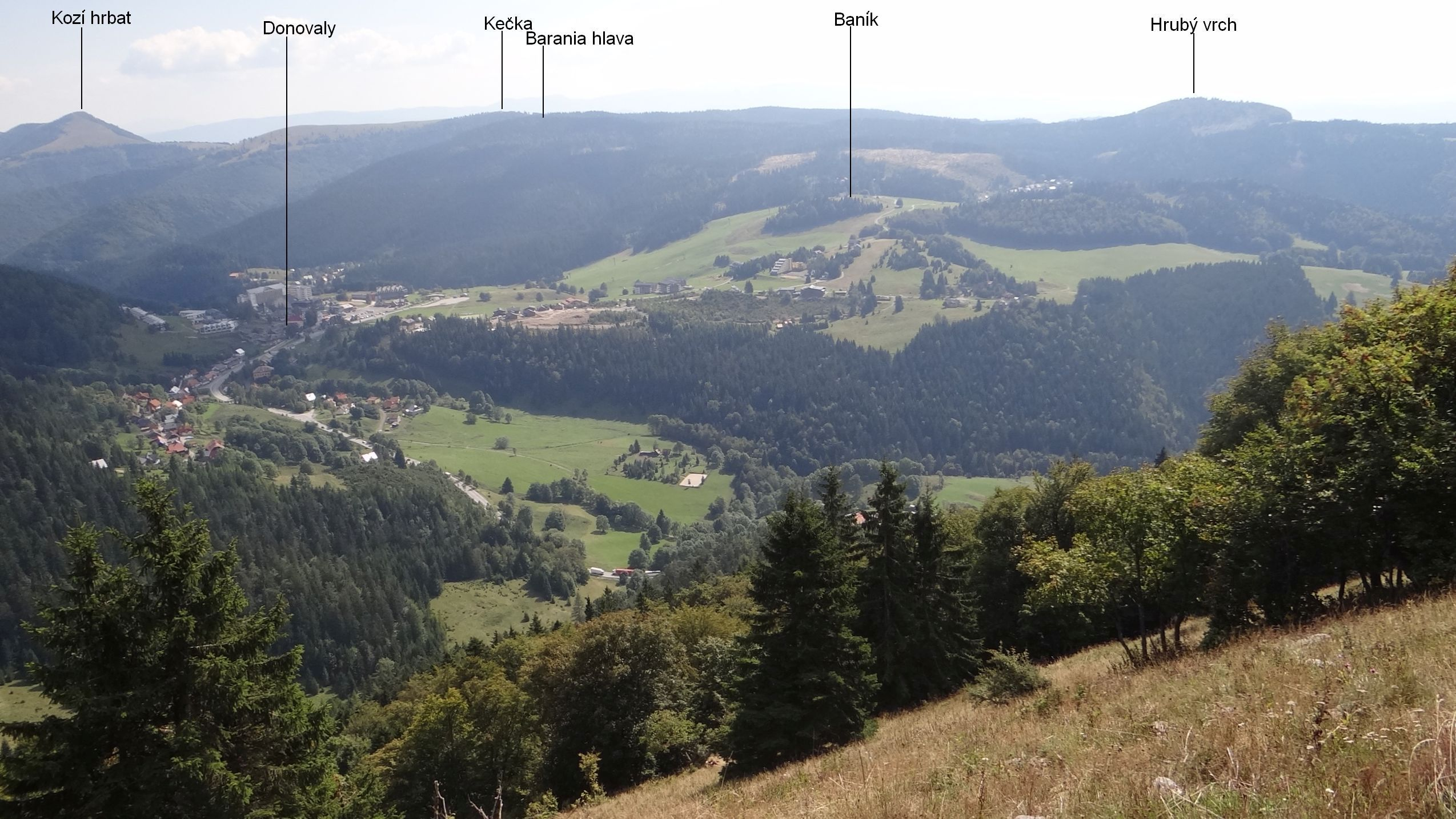
Widok z grzbietu Zwolenia